# Джозеф Церафа
Джозеф Церафа (мальт. Joseph Zerafa, нар. 31 травня 1988) — мальтійський футболіст, захисник та півзахисник клубу «Валетта».
Окрім «Біркіркари» виступав за дві лондонські аматорські команди, а також національну збірну Мальти.

## Клубна кар'єра
У дорослому футболі дебютував 2005 року виступами за команду клубу «Біркіркара», кольори якої з невеликою перервою захищав до 2017 року.
Влітку 2017 року перейшов до складу команди «Валетта».

## Виступи за збірну
2011 року дебютував в офіційних матчах у складі національної збірної Мальти. Наразі провів у формі головної команди країни 14 матчів.

## Титули і досягнення
- Чемпіон Мальти (6):

«Біркіркара»: 2005-06, 2009-10, 2012-13
«Валетта»: 2017-18, 2018-19
«Гіберніанс»: 2021-22
- Володар Кубку Мальти (3):

«Біркіркара»: 2007-08, 2014-15
«Валетта»: 2017-18
- Володар Суперкубку Мальти (8):

«Біркіркара»: 2005, 2006, 2013, 2014
«Валетта»: 2018, 2019
«Гіберніанс»: 2022
«Хамрун Спартанс»: 2023